# Pancho Villa (film)
Pancho Villa este un film spaghetti western americano-britanico-spaniol din 1972, regizat de Eugenio Martín. Rolurile principale sunt interpretate de Telly Savalas, Clint Walker, Chuck Connors și Anne Francis.

## Rezumat
După ce au fost înșelați de două ori într-o afacere cu arme plănuită de traficantul Scotty (Clint Walker), revoluționarul mexican Pancho Villa (Telly Savalas) și cu Scotty au atacat un depozit american de arme ca represalii.

## Distribuție
- Telly Savalas - Pancho Villa
- Clint Walker - Scotty
- Chuck Connors - Col. Wilcox
- Anne Francis - Flo
- José María Prada - Luis
- Ángel del Pozo - Lt. Eager
- Luis Dávila - McDermott
- Mónica Randall - Lupe